# Girls' Generation
Girls' Generation (Coreeană: 소녀시대 Sonyeo Sidae), cunoscute și ca SNSD sau SoShi (소시), este un grup sud coreean creat de SM Entertainment în 2007. Grupul este format din 8 membre: Taeyeon, Sunny, Tiffany, Hyoyeon, Yuri, Sooyoung, Yoona, și Seohyun. Original un grup de nouă, Jessica a plecat din grup in septembrie 2014. Una din figurile proeminente a Coreei de Sud și a K-pop-ului din toată lumea, Girls' Generation a câștigat numeroase premii și titlul onorific "The Nation's Girl Group"(grupul național de fete) în țara lor natală.
Girls' Generation a debutat pe 5 august 2007, cu single-ul „Into the New World” de pe albumul lor coreean omonim.  Grupul a ajuns la faimă în 2009 cu single-ul „Gee”, care a câștigat primul loc în Music Bank de la KBS timp de nouă săptămâni consecutive și a fost cea mai populară melodie la Melon din deceniul 2000.  Grupul și-a consolidat popularitatea în Asia cu următoarele single-uri „Genie”, „Oh!” și „Run Devil Run”, care au fost lansate între mijlocul anului 2009 și începutul anului 2010. Al doilea lor album de studio coreean, Oh!  (2010), a câștigat premiul Discul de Aur pentru Albumul Anului (Disk Daesang), făcând grupul primul și singurul act feminin care a câștigat Albumul Daesang.
Girls' Generation s-a aventurat pe scena muzicală japoneză în 2011 cu albumul lor japonez omonim, care a devenit primul album al unui grup de fete non-japonez certificat milion de RIAJ.  Cel de-al treilea album de studio coreean al grupului, The Boys, a fost cel mai bine vândut album din 2011 în Coreea de Sud.  O versiune în limba engleză a single-ului „The Boys” a fost lansată în încercarea de a extinde eforturile grupului pe scena muzicală globală.  Cel de-al patrulea album de studio coreean al grupului, I Got a Boy (2013), a fost susținut de piesa principală, care a câștigat videoclipul anului la premiile inaugurale YouTube Music Awards.  Girls' Generation a continuat să-și dezvolte popularitatea cu al cincilea și al șaselea album de studio coreean, Lion Heart (2015) și Holiday Night (2017).
Stilurile muzicale ale grupului sunt caracterizate ca electropop și bubblegum pop, deși sunetul variază foarte mult, încorporând diverse genuri, inclusiv hip hop, R&B și EDM.  În 2017, Billboard a onorat Girls' Generation drept „Cel mai bun grup de fete K-pop al ultimului deceniu”.  Sunt primul grup de fete asiatice care a realizat cinci videoclipuri muzicale cu peste 100 de milioane de vizualizări pe YouTube cu „Gee”, „I Got a Boy”, „The Boys”, „Mr. Taxi” și „Oh!”.  În Japonia, au devenit primul grup de fete non-japonez care a avut trei albume numărul unu în Oricon Albums Chart, iar cele trei turnee japoneze au atras un record de 550.000 de spectatori.

## Istoric

### 2000-2008: Formare și debut
Înainte de debutul grupului, unele membre erau deja implicate în divertisment. Yoona a participat la aproximativ 200 de audiții pentru videoclipuri muzicale, drame și filme înaintea debutului în SNSD. Sooyoung a făcut parte din duo-ul pop Route θ, care s-a desființat în 2001, la un an după debutul său.
Prima membră din grup ce s-a alăturat companiei SM Entertainment a fost Jessica în 2000, după ce ea împreună cu sora ei, Krystal Jung, au fost găsite într-un mall în timpul unei vacanțe cu familia, ele fiind la origine din SUA. În același an, membrele Sooyoung și Hyoyeon au fost acceptate în programul de stagiari SM în audiția deschisă publicului din 2000, în care Hyoyeon a dansat la audiție. Yuri a fost următoarea fată din SNSD ce a fost acceptată, după ce a ajuns pe locul 2 la concursul de dans pentru tineret organizat de SM în 2001. Yoona a fost acceptată următorul an în 2002 unde a dansat și a cântat pe melodiile artistelor ei preferate, BoA și Britney Spears. Seohyun, cea mai tânără din grup a fost găsită la metrou de un căutător de talente de la SM; apoi a participat la audiție în 2003, cântând cântece pentru copii.
Lidera grupului, Taeyeon, a fost ale în 2004, după ce a câștigat primul loc în concursul de cântat pentru tineret al SM. În același an, membra Tiffany a dat audiție la SM's Starlight Casting System din Los Angeles și s-a alăturat companiei în octombrie 2004. Ultima  membră a grupului care a fost adăugată a fost Sunny, care devenise stagiar SM în 1998 și pregătise timp de cinci ani înainte de a se muta la o altă companie, Starworld. La Starworld, s-a pregătit pentru a debuta într-un duo numit Sugar, care nu a debutat niciodată. În 2007, la recomandarea cântăreței coreeano-japoneze IconiQ, Sunny s-a mutat înapoi la SM  Entertainment și a devenit membră a Girls' Generation.
În iulie 2007, Girls' Generation a avut primul spectacol pe scenă la Mnet's School of Rock, unde grupul a interpretat primul lor single, „Into the New World” (다시 만난 세계; Dasi mannan segye). Pe 5 august 2007, grupul și-a făcut debutul oficial pe Inkigayo de pe postul SBS, unde au interpretat aceeași melodie. Girls' Generation și-a lansat ulterior albumul de studio de debut omonim în noiembrie 2007, care a fost precedat de single-urile „Girls’ Generation” (소녀시대; Sonyeo sidae) – un remake al cântecului din 1989 a lui Lee Seung-cheol și „Kissing You”. Girls' Generation a devenit al doisprezecelea cel mai bine vândut album din 2007 în Coreea de Sud, vânzându-se în 56.804 de copii. Albumul s-a vândut în peste 120.000 de copii în țară începând cu 2009. În martie 2008, albumul a fost relansat sub titlul Baby Baby. Albumul a fost precedat de un single cu același nume, care a fost lansat pe site-uri de muzică digitală pe 17 martie 2008.

### 2022 – prezent: a 15-a aniversare
Pe 17 mai, s-a confirmat că Girls' Generation se va reuni pentru a promova un nou album cu ocazia celei de-a 15-a aniversări.

## Membri
| Nume de Scena | Nume                            | Data Nasterii     |
| ------------- | ------------------------------- | ----------------- |
| Taeyeon       | Kim Tae-yeon                    | 9 martie 1989     |
| Sunny         | Lee Soon-kyu                    | 15 mai 1989       |
| Tiffany       | Stephanie Hwang, Hwang Mi-young | 1 august 1989     |
| Hyoyeon       | Kim Hyo-yeon                    | 2 septembrie 1989 |
| Yuri          | Kwon Yu-ri                      | 5 decembrie 1989  |
| Sooyoung      | Choi Soo-young                  | 10 februarie 1990 |
| Yona          | Im Yoon-ah                      | 30 mai 1990       |
| Seohyun       | Seo Joo-hyun                    | 28 iunie 1991     |

## Turnee

### Turnee asiatice
- Into the New World (2009–2010)
- 2011 Girls' Generation Asia Tour (2011–2012
- Girls' Generation World Tour Girls & Peace (2013–2014)
- Girls' Generation's Phantasia (2015–2016)

### Turnee Japoneze
- The First Japan Arena Tour (2011)
- Girls & Peace: 2nd Japan Tour (2013)
- Girls' Generation Japan 3rd Tour 2014 (2014)

### Concerte speciale
- Girls' Generation "The Best Live" at Tokyo Dome (2014)

## Filmografie

### Filme
- I AM (2012)

### Seriale
- Kimcheed Radish Cubes (2007)
- Unstoppable Marriage (2007)
- Sazae-san 3 (2011)

### TV Show-uri
- Girls' Generation Goes to School (2007)
- MTV Girls' Generation (2007)
- Factory Girl (2008)
- Girls' Generation's Horror Movie Factory (2009)
- Himnae-ra-him!/Cheer Up! (2009)
- Girls' Generation's Hello Baby (2009)
- Right Now It's Girls' Generation (2010)
- Girls' Generation Star Life Theater (2011)
- Girls’ Generation and the Dangerous Boys (2011)
- Girls' Generation’s Christmas Fairy Tale (2011)
- Girls' Generation's Romantic Fantasy (2013)

## Discografie

### Albume
| - Girls' Generation (2007) - Oh! (2010) - The Boys (2011) - I Got a Boy (2013) - Lion Heart (2015) - Holiday Night (2017) - Forever 1 (2022) - Girls' Generation (2011) - Girls & Peace (2012) - Love & Peace (2013) |